# Grace Akello
Grâce Akello, née en 1950, est une femme politique, diplomate et femme de lettres,  ougandaise (poète, essayiste, etc.).

## Biographie
Dinah Grâce Akello est issue d'une famille d'origine teso. Elle naît en 1950 à Ktakwi, dans le district de même nom, près de Soroti, à l'est du protectorat de l'Ouganda. Elle étudie l'administration sociale et le travail dans le domaine social à l'université Makerere. En 1979, elle s'installe comme réfugiée en Tanzanie après avoir fui le gouvernement d'Idi Amin Dada.
Elle travaille en tant que rédactrice pour des magazines au Kenya et en Tanzanie, avant de devenir dans les années 1980 comme rédactrice en chef adjointe du secrétariat du Commonwealth. Elle occupe le poste de 1983 à 1990. Elle épouse Hugh Mason en 1983. Ils ont quatre fils ensemble. La famille est installée au Kenya. 
En 1990, elle retourne en Ouganda, et anime une commission pour aider à résoudre la question des populations teso déplacées et fragilisées au cours de la présidence d'Idi Amin Dada. Cette commission fonctionne jusqu'en 1996. En 1996, elle devient membre du Parlement de l'Ouganda, et en 1999 est nommé ministre de la Parité, du Travail et du Développement social.
De 1999 à 2006, elle est ainsi membre du cabinet ministériel de l'Ouganda. De 2003 à 2006, elle est ministre du Nord, chargée du rétablissement de la paix, de la réhabilitation de cette région et de la réconciliation, dans un territoire marqué notamment par l'insurrection de l'Armée de Résistance du Seigneur, notoire pour ses actions contre les populations civiles et  pour ses enlèvements d'enfants utilisés comme soldats ou esclaves sexuel. Grace Akello devient dans les années 2010 ambassadrice de l'Ouganda en Italie, puis en Inde.

## Œuvres littéraires
Elle est l'auteur de poésie et d'essais,. Un des thèmes récurrents de ses poésie et de ses essais est la condition féminine. En 1992, un de ses poèmes du recueil My Barren Song,  Encounter, est inclus par Margaret Busby dans son anthologie d'auteures africaines,  Daughters of Africa.

## Principales publications
- Iteso Thought Patterns in Tales, essai consacré au peuple teso, Dar es Salaam University Press, Dar es Salaam, 1975 puis 1981[3]
- My Barren Song, recueil de poésie (58 poèmes), Dar es Salam, Tanzanie: Eastern African Publications, 1979[3]
- Self Twice-Removed: Ugandan Woman, essai sur l'histoire de l'Ouganda et la condition féminine, Londres,  Change International Reports, 1982[3]